# 德拉戈柳布·斯爾尼奇
德拉戈柳布·斯爾尼奇（1992年1月12日—）是一位塞爾維亞足球運動員。在場上的位置是防守型中場。他現在效力於塞爾維亞足球超級聯賽球隊庫卡瑞奇足球俱樂部。他的雙胞胎兄弟斯拉沃柳布·斯爾尼奇也是一位足球運動員。